# 488
| Calendário gregoriano                                                        | 488 CDLXXXVIII                  |
| Ab urbe condita                                                              | 1241                            |
| Calendário arménio                                                           | -64 – -63                       |
| Calendário bahá'í                                                            | -1356 – -1355                   |
| Calendário budista                                                           | 1032                            |
| Calendário chinês                                                            | 3184 – 3185                     |
| Calendário copta                                                             | 204 – 205                       |
| Calendário etíope                                                            | 480 – 481                       |
| Calendários hindus - Vikram Samvat - Calendário nacional indiano - Cáli Iuga | 543 – 544 409 – 410 3588 – 3589 |
| Calendário Holoceno                                                          | 10488                           |
| Calendário islâmico                                                          | 138 BH – 137 BH                 |
| Calendário judaico                                                           | 4248 – 4249                     |
| Calendário persa                                                             | 134 BP – 133 BP                 |
| Calendário rúnico                                                            | 738                             |
| Calendário solar tailandês                                                   | 1031                            |

488 (CDLXXXVIII, na numeração romana) foi um ano bissexto do século V do Calendário Juliano, da Era de Cristo, e as suas letras dominicais foram  C e B (52 semanas), teve início a uma sexta-feira e terminou a um sábado. Segundo o horóscopo chinês, foi o ano do Dragão.
| Ano completo                          |
| ------------------------------------- |
| Ano bissexto com início à sexta-feira |

## Eventos
- Teodorico I torna-se rei dos Visigodos.
- Os ostrogodos de Teodorico, o Grande invadem a Itália.